# Calligonum dubianskyi
Calligonum dubianskyi är en slideväxtart som beskrevs av Litwinow. Calligonum dubianskyi ingår i släktet Calligonum och familjen slideväxter. Inga underarter finns listade i Catalogue of Life.